# گرادو لبس
گرادو لبس (انگلیسی: Grado Labs) شرکت سخت‌افزار آمریکایی است، که در سال ۱۹۵۳ تأسیس شد.